# احمد ارسلان (بازیکن فوتبال)
احمد ارسلان (انگلیسی: Ahmet Arslan؛ زادهٔ ۳۰ مارس ۱۹۹۴) بازیکن فوتبال اهل آلمان است.
از باشگاه‌هایی که در آن بازی کرده‌است می‌توان به باشگاه فوتبال هامبورگ اشاره کرد.